# Sarin
Sarinul este un compus toxic de luptă. Numele gazului a fost dat în onoarea descoperitorilor: Schrader, Ambros, Rüdiger și Van der LINde.

## Istoric
Substanța a fost descoperită în anul 1938 de chimistul german Gerhard Schrader în timpul cercetărilor legăturilor atomice ale fosforului pentru obținerea de substanțe insecticide. Există de fapt asemănări de structură pe de o parte cu erbicidele parathion (E605) și malathion, iar pe de altă parte cu gazele toxice de luptă tabun, soman și VX. În iulie 1944 au fost produse în fabrica de testare, din Germania, 30 de tone de sarin. A doua fabrică prevăzută pentru fabricare era încă în construcție la sfârșitul celui de-al Doilea Război Mondial. În timpul războiului au fost depozitate cantități mari de sarin în SUA și Uniunea Sovietică. În anul 1988, Saddam Hussein a utilizat gazul contra kurzilor din satul Dorf Birjinni, Irak, iar în anul 1988, a fost utilizat în războiul contra Iranului. În 1995, gazul a fost folosit într-o acțiune teroristă, la Tokio.

## Mod de acțiune

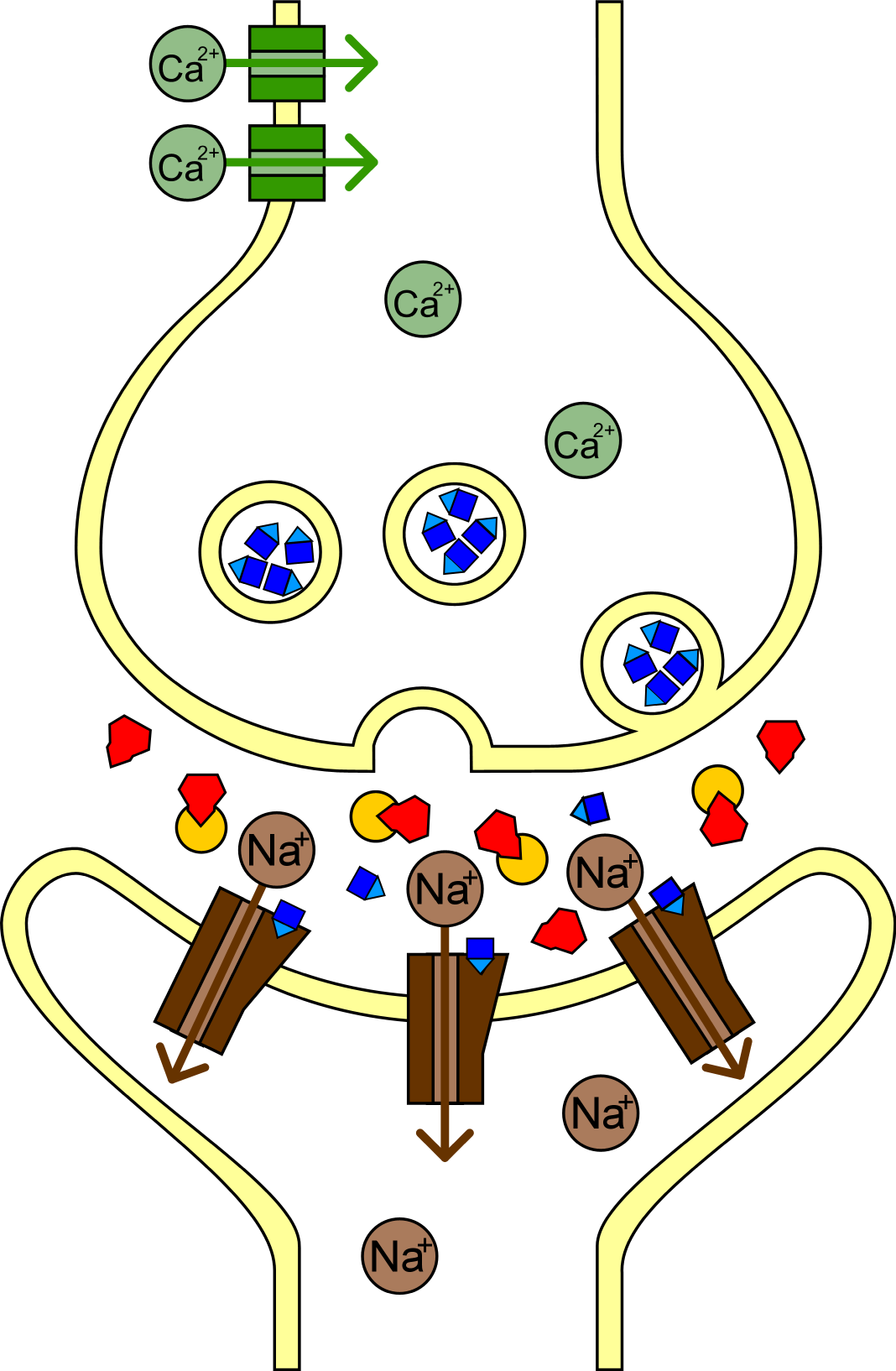
Schema de acţionare a sarinului.
Sarin (roşu), acetilcholinesteraza (galben), aceticolina (albastru).

Sarinul poate pătrunde în organism prin piele sau, cel mai frecvent, pe cale inhalatorie, fiind un lichid volatil la temperatură normală. Acțiunea toxică se manifestă prin blocarea enzimei acetilcolinesterază din sinapsele nervilor vegetativi parasimpatici și de la nivelul plăcii motorii a mușchilor scheletici. Prin blocarea enzimei, care descompune acetilcolina, se ajunge la o creștere de concentrație a acesteia la nivel sinaptic. Persistența acetilcolinei la nivelul sinapselor determină o stare de excitație continuă. Intoxicația se manifestă prin hipersecreție salivară, nazală, crampe musculare, transpirații, vomă, diaree extremă, pierderea conștienței, paralizia centrală și periferică a respirației și moarte. Aceste simptome sunt asemănătoare cu intoxicația cu tabun, soman și VX, ca și cu insecticidul parathion.

## Obținere
Sarinul se obține din iodură de metil CH3I și un ester al acidului fosforic:
```
(CH
3
)
2
CH - O
            \
             P - F     +     CH
3
I     ---------> Sarin + (CH
3
)
2
CH - I
            /
(CH
3
)
2
CH - O

Phosphorigsäureester
      
Iodură de metil
```

- Metoda americană folosește dimetil-metilfosfonat (DMMP; CAS 756-79-6).

```
             CH
3
                                   CH
3
    
             |         
Clorură de tionil
           | 
       CH
3
-O-P-O-CH
3
   --------------->       Cl - P - Cl 
             ||                                   ||    
             O                                    O    

            DMMP                       
 Diclorură de metilfosfonat 

              CH
3
                              CH
3
                 
             |                               /                     
         F - P - F                 +   HO - CH        --------->   Sarin   +   HF
             ||                              \          
             O                                CH
3
 

Methylphosphonsäuredifluorid
       
Isopropanol
```

## Măsuri de protecție
Substanțele toxice de luptă care acționează asupra sistemului nervos necesită cantiăți mici pentru a produce intoxicații, iritatarea ochilor și a căilor respiratorii. Acetilcolina în exces favorizează transmiterea rapidă a impulsurilor nervoase. Tratamentul este dificil. În caz de intoxicație se pot folosi tablete de „Oxim” sau injecții cu atropină (care acționează ca hioscina din ciumăfaie). Pentru decontaminare se folosesc substanțe oxidante (Chlorkalk sau hipochlorit de calciu) precum și soluții alcaline de carbonat de sodiu.
1. ↑  „Sarin”, SARIN (în engleză), PubChem, accesat în 19 noiembrie 2016